# Centre hospitalier universitaire de Rennes
Le centre hospitalier universitaire de Rennes (ou CHU de Rennes) est un centre hospitalier universitaire situé à Rennes en France, dans le quartier de Villejean. 
Construit comme un hospice public à la fin du XIXe siècle, il ouvre en 1901 pour remplacer trois autres hospices vétustes de la ville, en complémentarité avec l'Hôtel-Dieu de Rennes, en centre ville. Le site de Pontchaillou est dessiné par l'architecte Julien Ballé qui suit le mouvement hygiéniste en concevant plusieurs pavillons isolés.
Pendant les années 1960, il est converti en centre hospitalier universitaire et récupère une majorité des fonctions hospitalières de la ville. Pendant les années 2000, alors que l'Hôtel-Dieu de Rennes ferme, il devient le plus grand site hospitalier de la région Bretagne.

## Historique

### XIXesiècle: construction du nouvel hospice public
En 1881, une convention est signée pour l'établissement d'un nouvel hospice à Rennes, afin de regrouper les trois sites déjà existants : l'hôpital général (rue de Paris), l'asile Saint-Melaine et l'hospice des Incurables (rue de la Santé). Par la vente d'un immeuble à Paris et la cession du terrain des Catherinette, le domaine de Pontchaillou de 17 ha est acquis par la municipalité pour 106 000 francs et loué aux hospices entre 1883 et 1884 en vue de ce projet,. Cette acquisition témoigne de l'expansion de la ville vers le nord-ouest, auparavant contenue par la ligne ferroviaire reliant Rennes à Saint-Malo.

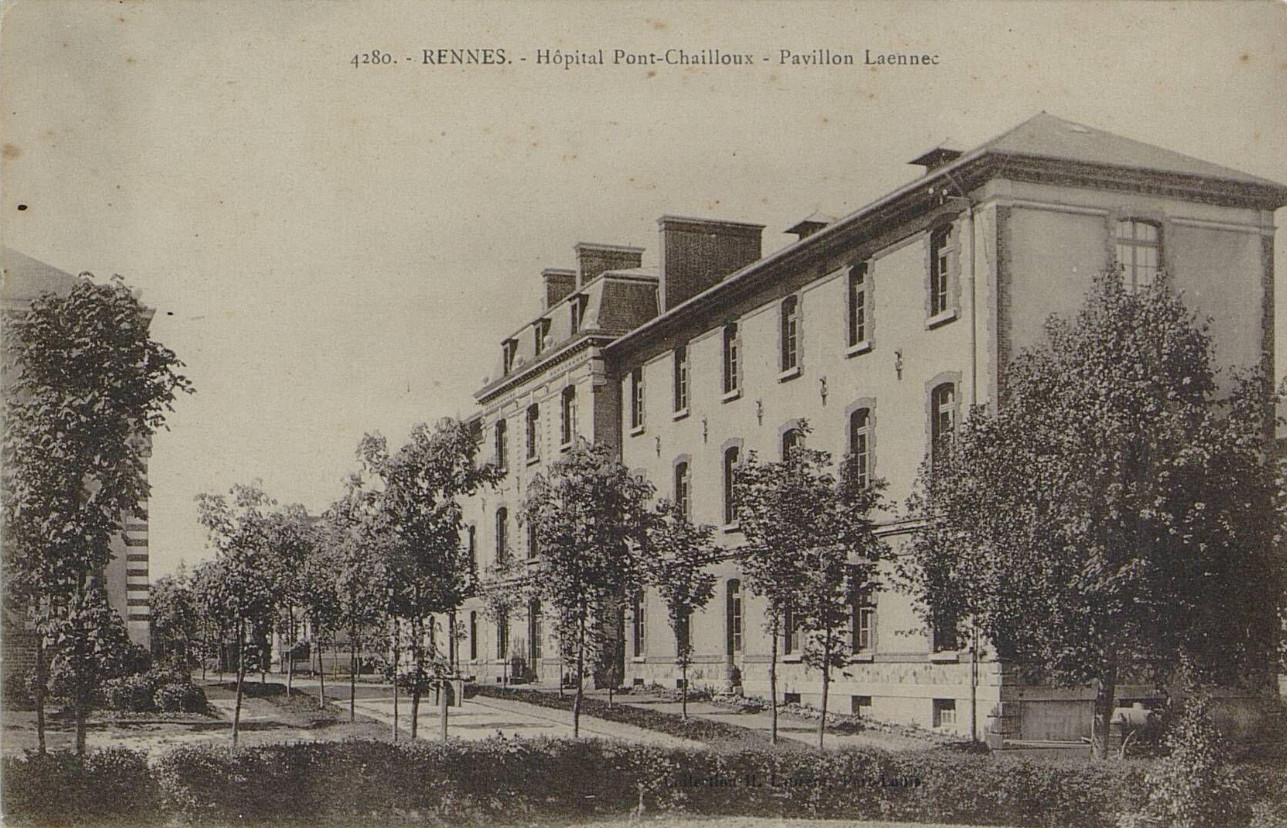
Le pavillon Laënnec au début du XXe siècle.

Les architectes Jean-Baptiste Martenot puis Julien Ballé sont en charge des études pour la réalisation de ce nouveau complexe. Ballé, jeune diplômé de l’École nationale supérieure des beaux-arts, suit alors le mouvement hygiéniste du XIXe siècle et s'inspire des travaux de Casimir Tollet : il façonne le complexe en plusieurs pavillons isolés, avec un plan d'ensemble sous la forme d'une croix de saint André. Chaque branche de la croix est composée de trois pavillons avec au centre une cuisine centrale,,. Chaque pavillon est un immeuble  rectangulaire de trois étages avec quinze travées, avec une saillie centrale de trois travées.

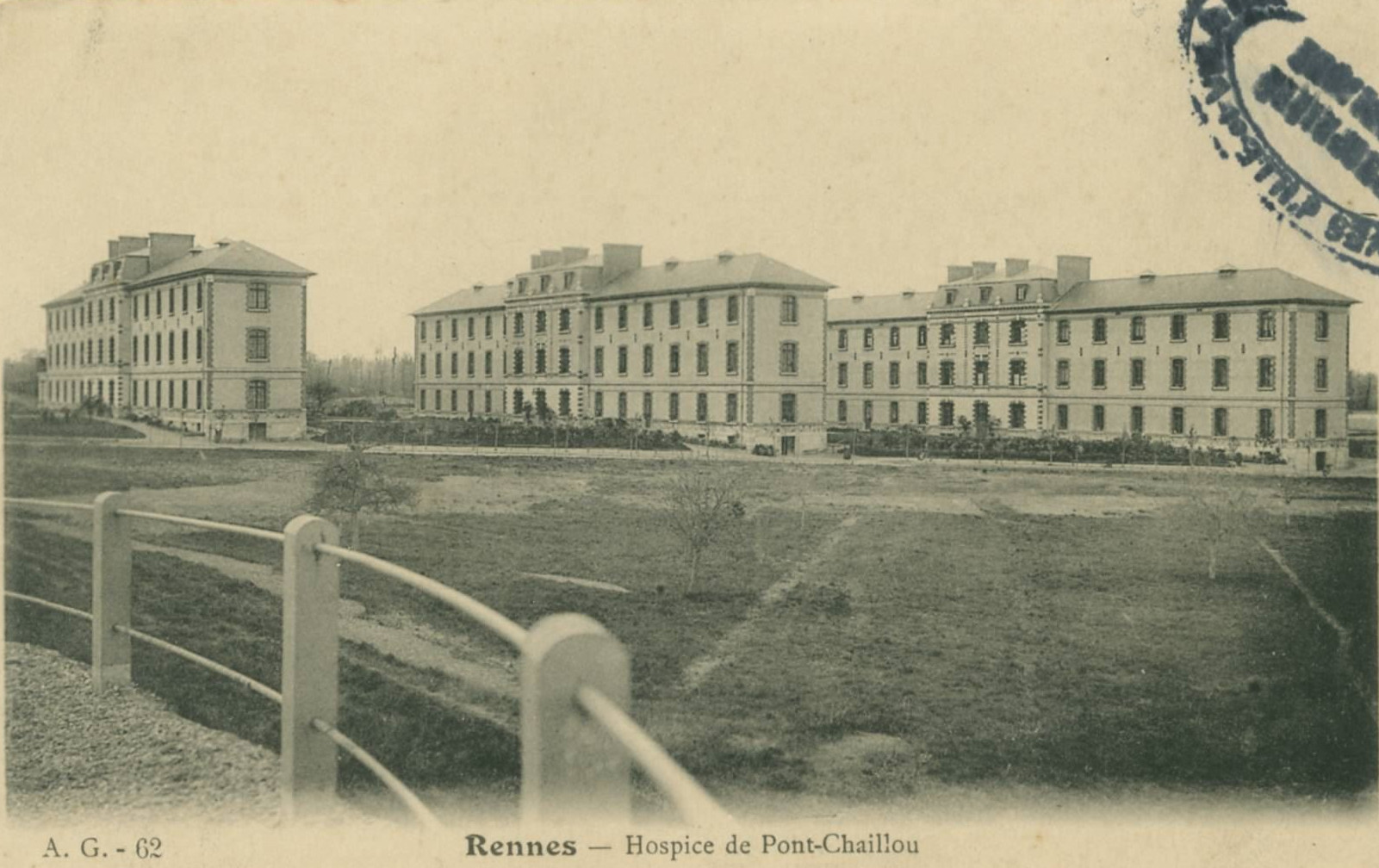
Carte postale de l'hospice de Pontchaillou au début du XXe siècle

En 1898, alors qu'il devient urgent de remplacer les autres hospices obsolètes, les travaux des trois premiers pavillons (Laënnec, Pointeau-du-Ronceray et Le-Graverend) sont lancés. Les premiers occupants arrivent le 17 juin 1901, libérant le vétuste hospice des Catherinette, qui sera lui démoli dans les mois qui suivent,. L'hospice des Incurables est également libéré et vendu par morcellement et adjudication.
En 1908, les cinq premiers pavillons sont inaugurés par Georges Clemenceau. À ce moment, une chapelle provisoire est érigée, avant que la chapelle définitive, au centre du plan en X, ne soit finalisé en 1914. En 1909, les pavillons Le-Bastard et Clemenceau sont livrés pour accueillir les enfants assistés puis enfin les pavillons Le-Chartier et Ballé en 1919. Sur les douze pavillons initialement prévus, seuls sept seront finalement réalisés. Ces pavillons sont tous détruits, sauf Pointeau-du-Ronceray, au début des années 2020 dans le cadre du réaménagement de l'hôpital.

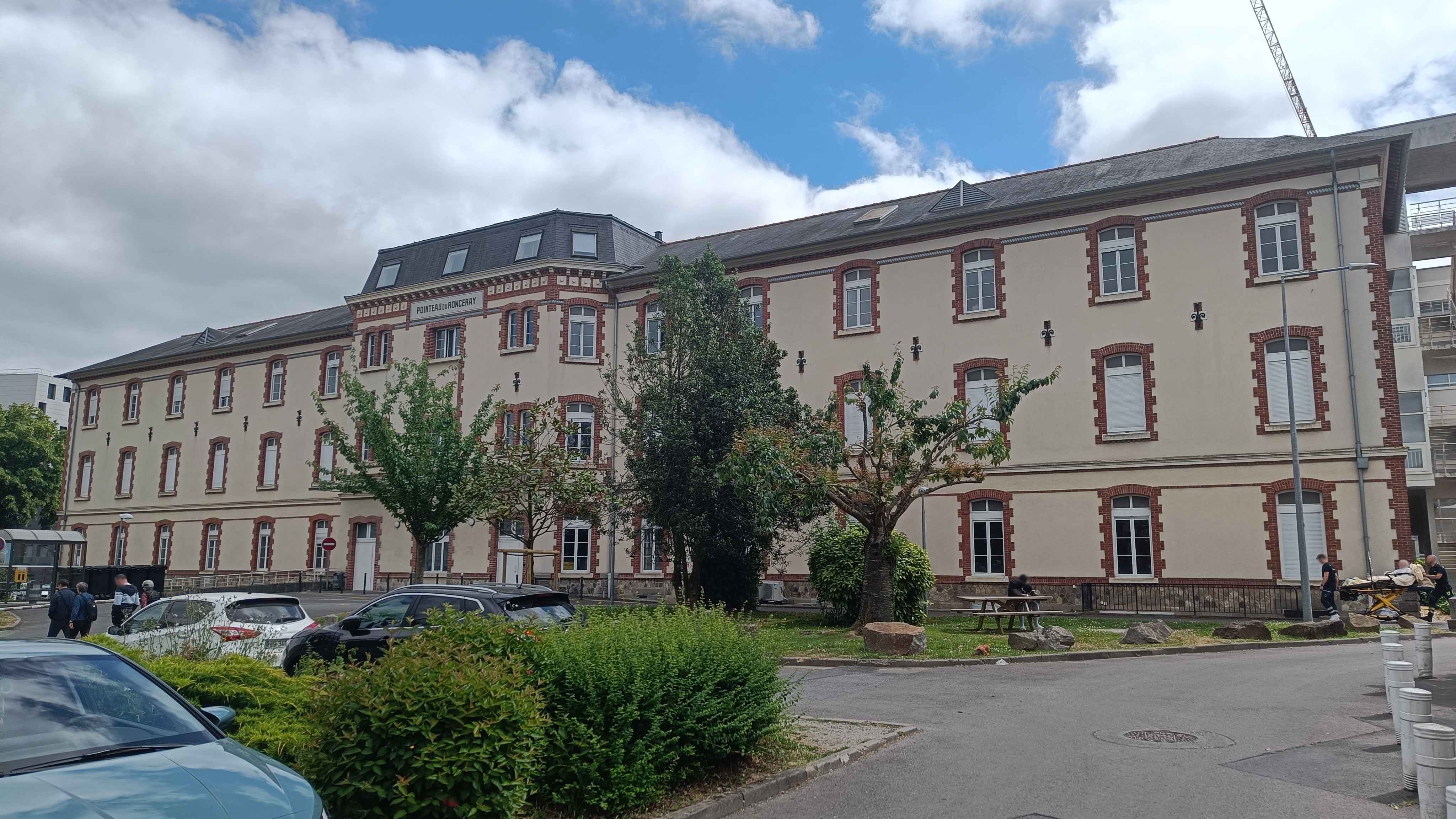
Pavillon Pointeau-du-Ronceray en 2025.

Dans l'entre-deux-guerres, les efforts de développement hospitalier à Rennes se focalisent sur la création de cliniques, notamment la clinique Saint-Vincent, celle de Saint-Laurent ou encore la clinique Notre-Dame de Lourdes dans la rue Saint-Hélier. Quelques services sont toutefois intégrés à Pontchaillou, pour décharger l'hôpital de l'Hôtel-Dieu : un service de traitement de la tuberculose et une maison d'accueil des filles enceintes.
Disposant d'une grande surface encore disponible, le site de Pontchaillou accueille la construction du centre Eugène-Marquis, centre régional anticancéreux, qui ouvre en 1936.

### XXesiècle: évolution en centre hospitalier universitaire

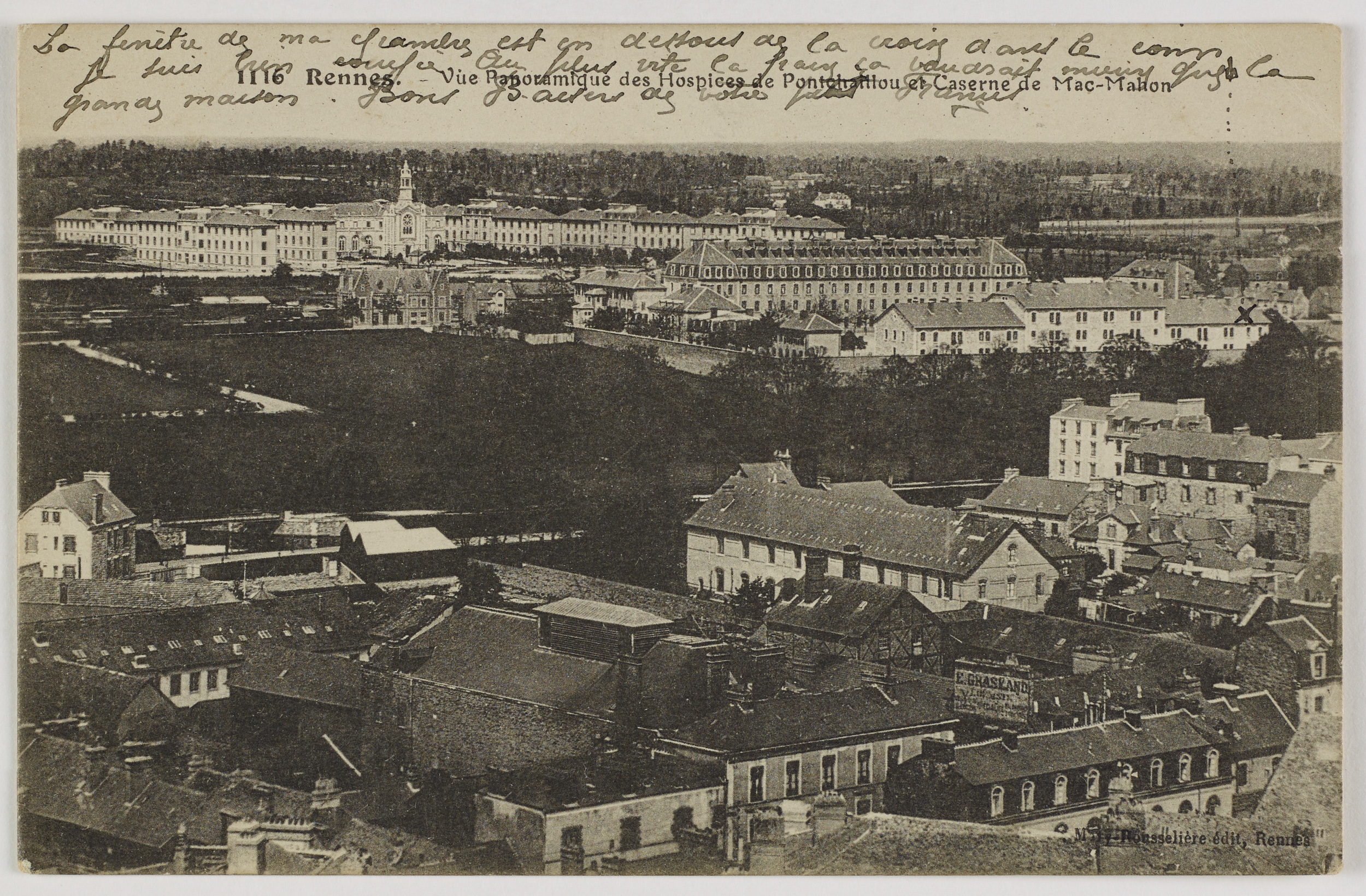
Vue panoramique des hospices de Pontchaillou en 1918

Après la Seconde Guerre mondiale, le noyau principal du Centre Hospitalier Régional reste à Hôtel Dieu dans le centre-ville. Cependant son maintien devient laborieux et son expansion impossible. Alors, l’empiétement sur le site de Pontchaillou se poursuit : en 1946 un service de neuro-psychatrie est ouvert, suivi les années suivantes par un service de neuro-chirurgie, un laboratoire de biologie, un centre de traitement des maladies infectieuses, un service de rééducation, de la pédiatrie, etc. À ce stade, les bâtiments de l'hospice et ceux de l'hôpital public cohabitent dans un espace de plus en plus dense.
En 1958, une ordonnance acte le rapprochement des facultés de médecine et des centre hospitalier régionaux. Dès 1959, les travaux du bloc hôpital sont engagés afin d'agrandir les lieux en vue de cette fusion. Le bâtiment est inauguré en 1970. La faculté de médecine déménage dans de nouveaux locaux près de l'hôpital en mai 1968.

### XXIesiècle: Transformation du site
En 2017, l'Hôtel Dieu, hôpital historique inauguré en 1858 et situé dans le quartier centre ferme ses portes et son activité est relocalisé à Pontchaillou.
En 2019, un plan de modernisation globale du CHU est validé. Divisé en trois phases, ce projet a pour but de moderniser complètement le centre hospitalier à l'horizon 2029, avec la réhabilitation de plusieurs bâtiments et la construction d'un nouvel hôpital Femme Mère Enfant, d'un centre chirurgical et interventionnel, et une plateforme logistique. Cet agrandissement du site a pour objectif de centraliser l'activité hospitalière de l'ensemble de la ville sur le site de Pontchaillou,,.
En 2021, il emploie près de 9 900 personnes et a une capacité de 1 800 lits et places. Il est devenu le premier employeur du pays de Rennes et de Bretagne. Il est l’un des 42 hôpitaux français possédant un robot médical Da Vinci.
En 2021, le CHU de Rennes est classé dans les 10 meilleurs hôpitaux de France dans une étude comprenant plus de 60 pathologies.

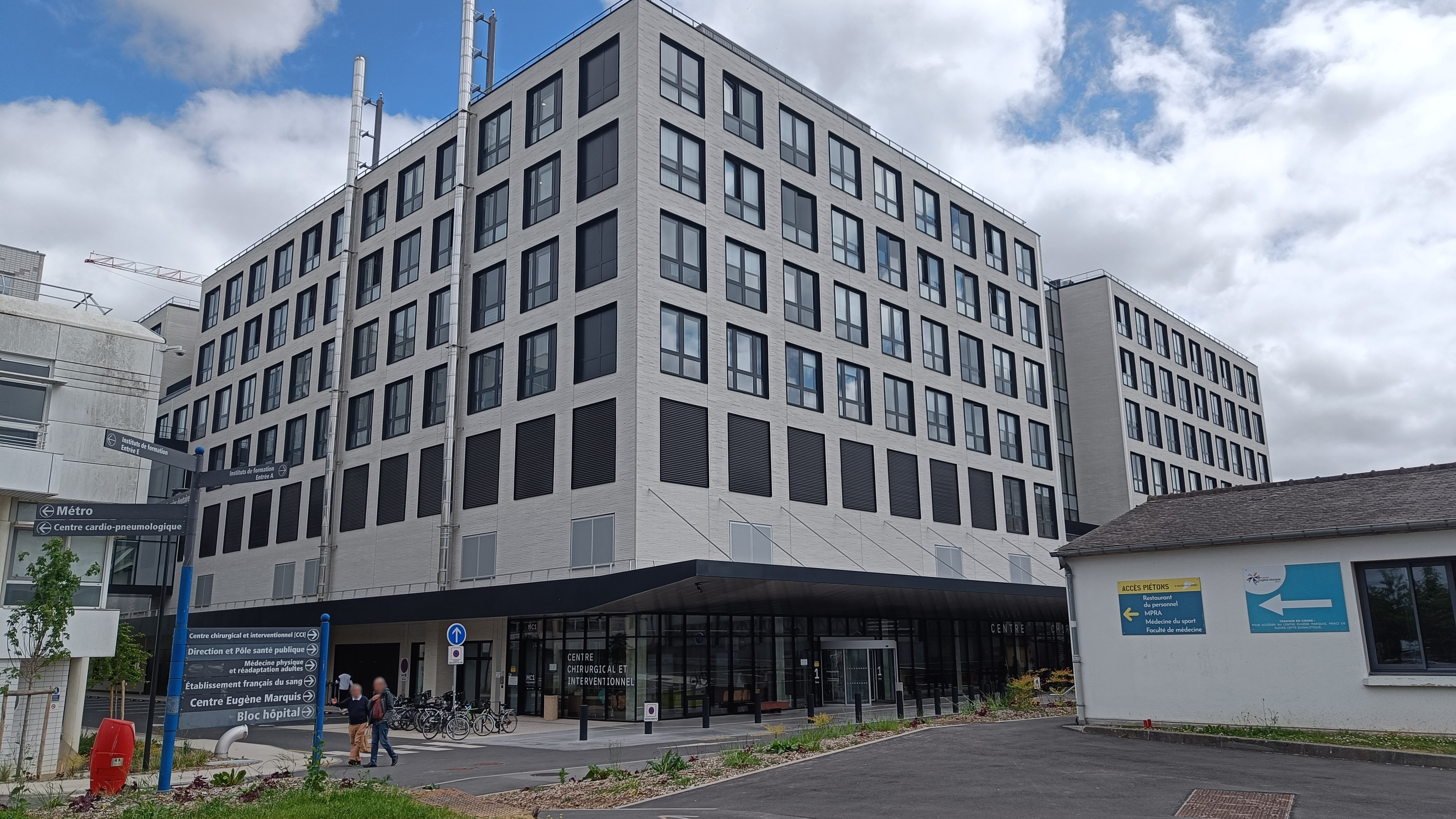
Le nouveau centre chirurgical et interventionnel inauguré début 2025

En 2023, le CHU est victime d'une attaque informatique,.

## Localisation
En 2025, le CHU de Rennes est implanté sur quatre sites à Rennes :
- l'hôpital de Pontchaillou, à Villejean[27]
- l'hôpital Sud, dans le quartier Sainte-Élisabeth

- la Tauvrais, à la Bellangerais

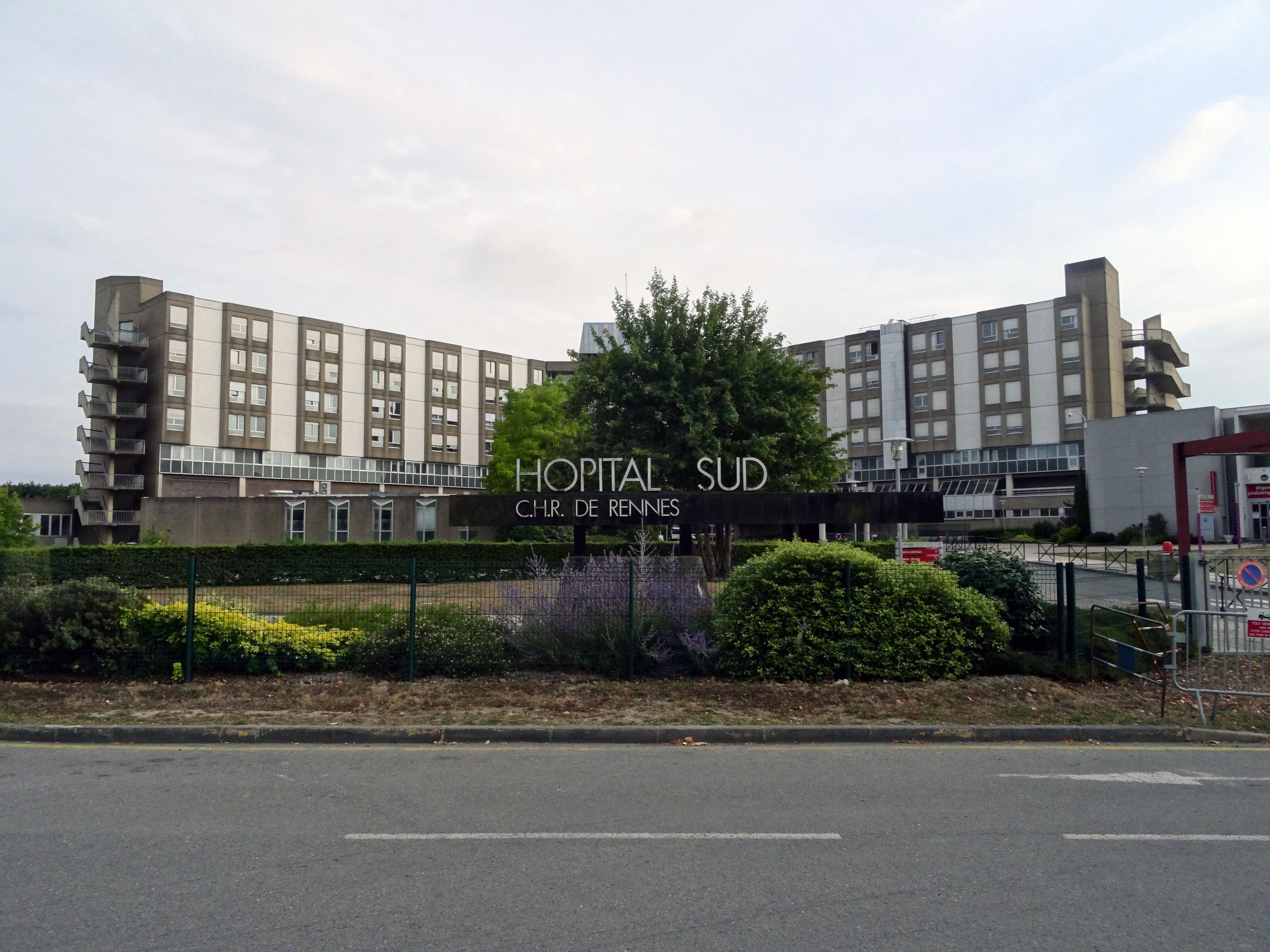
l'hôpital Sud au Blosne

- le centre de soins dentaires, installé à l'hôpital de Pontchaillou (anciennement installé à l'hôtel Pasteur dans le quartier Thabor - Paris de 1969 à 2018)[28].

Ces 5 sites seront regroupés sur un seul site, celui de Pontchaillou, à horizon 2026.
Auparavant, le CHU a connu d'autre implantations : le site de l'Hôtel Dieu, situé dans le quartier centre et inauguré en 1858, a accueilli notamment une maternité jusqu'en 2017,.

## Activité de formation
Le CHU compte dix instituts de formation ou écoles qui forment plus de 1 000 professionnels de la santé :
- IFSI - Institut de formation en soins infirmiers
- IFAS - Institut de formation des aides-soignants
- IFA - Institut de formation des ambulanciers
- IFMEM - Institut de formation de manipulateurs en électroradiologie médicale
- IADE - Infirmières anesthésistes
- IBODE - École d'infirmiers de bloc opératoire
- École de puéricultrices
- École de sages-femmes
- IFCS - Institut de formation des cadres de santé
- CFARM - Centre de formation des assistants de régulation médicale
- IFPEK - Institut de formation Podologie Pédicurie, Ergothérapie, kinésithérapie

### La formation médicale
Le CHU accueille près de 4 000 étudiants en médecine, pharmacie, odontologie. Leur formation est assurée en lien avec les UFR de médecine, de pharmacie et d'odontologie de l'université de Rennes 1.